# Nagyhódos
Nagyhódos là một thị trấn thuộc hạt Szabolcs-Szatmár-Bereg, Hungary. Thị trấn này có diện tích 7,65 km², dân số năm 2010 là 109 người, mật độ 14 người/km².